# De l'autre côté du ciel
Pour plus de détails, voir Fiche technique et Distribution.
De l'autre côté du ciel (えんとつ町のプペル, Entotsu-chō no Poupelle), anciennement nommé Poupelle, est un film d'animation de Yusuke Hirota, d'après le livre Poupelle et la ville sans ciel d'Akihiro Nishino, sorti en 2020.

## Synopsis
Vivant au milieu de grandes cheminées dont l'épaisse fumée recouvre depuis toujours le ciel de sa ville, Lubicchi aimerait prouver à tous que son père disait vrai et que, par-delà les nuages, il existe des étoiles. Un soir d’Halloween, le petit ramoneur rencontre une étrange créature nommée Poupelle. Ils décident alors de partir à la découverte du ciel.

## Fiche technique
- Titre français : De l'autre côté du ciel[1]
- Titre original : えんとつ町のプペル (Entotsu-chō no Poupelle)
- Réalisation : Yusuke Hirota
- Société de production : Studio 4°C, Yoshimoto Kogyo
- Société de distribution : Art House Films
- Pays de production :  Japon
- Langue originale : japonais
- Genre : animation et fantastique
- Durée : 100 minutes
- Dates de sortie :
  - Japon : 25 décembre 2020
  - France : 17 août 2022[1]

## Distribution

### Voix originales
- Masataka Kubota : Poupelle
- Mana Ashida : Lubicchi
- Shinosuke Tatekawa : Bruno
- Eiko Koike : Lola
- Shingo Fujimori : Scooper
- Sairi Itō : Antonio
- Seiji Miyane : Toshiaki
- Rina Honnizumi : Dorothy
- Sumire Morohoshi : Rebecca
- Jun Kunimura : Danny

### Voix françaises
- Philippe Katerine : Poupelle Halloween, l'homme-poubelle
- Fanny Bloc : Lubicchi
- Éric Métayer : Scoop
- Chloé Berthier : Lola
- Philippe Bozo : M. Suu
- Tony Marot : Antonio
- Xavier Fagnon : Bruno
- Marie Nedelec : Dorothy
- Féodor Atkine : le commandant des Inquisiteurs
- Annaëlle Manquest : Rebecca
- Tangi Daniel : Dan
- Eric Lichou : Topo
- Ludovic Plestan : Patch
- Richard Gaitet : Sylvio Letter

Version française
- Société de doublage : AGM Factory
- Direction artistique : Yann Legay
- Adaptation des dialogues : Franck Hervé

## Accueil

### Critique
En France, le site Allociné donne une moyenne de 3,6/5, après avoir recensé 18 critiques de presse. Les sites Rotten Tomatoes et Metacritic donnent respectivement une note de 83% et de 66/100,.
Pour le site Critikat.com, « Si le scénario ramène parfois brutalement De l'autre côté du ciel à son statut de film pour enfants, Hirota semble beaucoup s’amuser à être enfin aux commandes d’une œuvre intégralement en 3D. Sa joie est communicative. ». Pour la critique de FranceInfo, De l'autre côté du ciel est un film « plein de bons sentiments. Il lève un voile de fumée sur des thématiques parfois difficiles mais très actuelles, comme l’urgence climatique, dans un univers coloré et poétique. ».
Le Journal du Dimanche retient du long-métrage un « conte bariolé et énergique [qui] célèbre l'amitié et la nécessité de croire en ses rêves. ». Pour Télérama, « le spectacle, ouvertement destiné à un jeune public, recycle tant d’influences animées qu’il manque un peu de personnalité. ».

### Box-office
Pour son premier jour d'exploitation en France, le long-métrage fait 38 753 entrées (dont 24 941 en avant-première), pour 411 copies, devenant numéro 1 du classement des nouveautés devant la comédie française Les Vieux Fourneaux 2 : Bon pour l'asile (36 093).